# Medina Kanuma
Medina Kanuma är en ort i Gambia. Den ligger i regionen North Bank, i den västra delen av landet, 7 km nordost om huvudstaden Banjul. Antalet invånare var 1 085 vid folkräkningen 2013.